# 宮城交通仙台営業所
宮城交通仙台営業所（みやぎこうつうせんだいえいぎょうしょ）は、宮城県仙台市太白区山田山田山にある宮城交通の営業所。
一般にはバス停名として使用されている山田自由ヶ丘車庫として認知されており、仙台市都心部およびJR長町駅から仙台営業所へ直通するバスは全て「山田自由ヶ丘車庫」行となる（なお、実際の車庫はバス停から東北自動車道の下をくぐり、坂を上った先にあり、バス停から車庫の様子を見ることはできない）。また、「山田自由ヶ丘車庫前」バス停周辺には、秋保電気鉄道の廃線跡（バス専用道路）を走行する区間がある。

## 沿革
- 1981年8月1日： （旧）仙台南営業所移転により、仙台営業所開設[1]。

## 管轄下にある事業所
- 村田駐在
  - 2011年10月3日に発足。ミヤコーバス白石営業所村田駐在構内に所在し、運転・車両管理業務をミヤコーバスに委託。秋保線・川崎線の一部を担当。
  - ミヤコーバス村田駐在自体の前身も宮城交通仙台営業所村田駐在であり、 2008年10月16日にミヤコーバスに移管されている。
  - ミヤコーバス移管前は村田営業所 → 白石営業所村田出張所 → 村田営業所 → 仙台営業所村田駐在所と頻繁に組織変更を繰り返している。

### 管轄下にあった事業所
- 長町南車庫
  - 長町南駅付近にあり、長町ループバス「ながまちくん」や高速バスも担当していたが移転し仙台南営業所となった。跡地にはマンションが建っている。

## 路線バス所管路線

### 秋保線
村田駐在・仙台南営業所と共管。

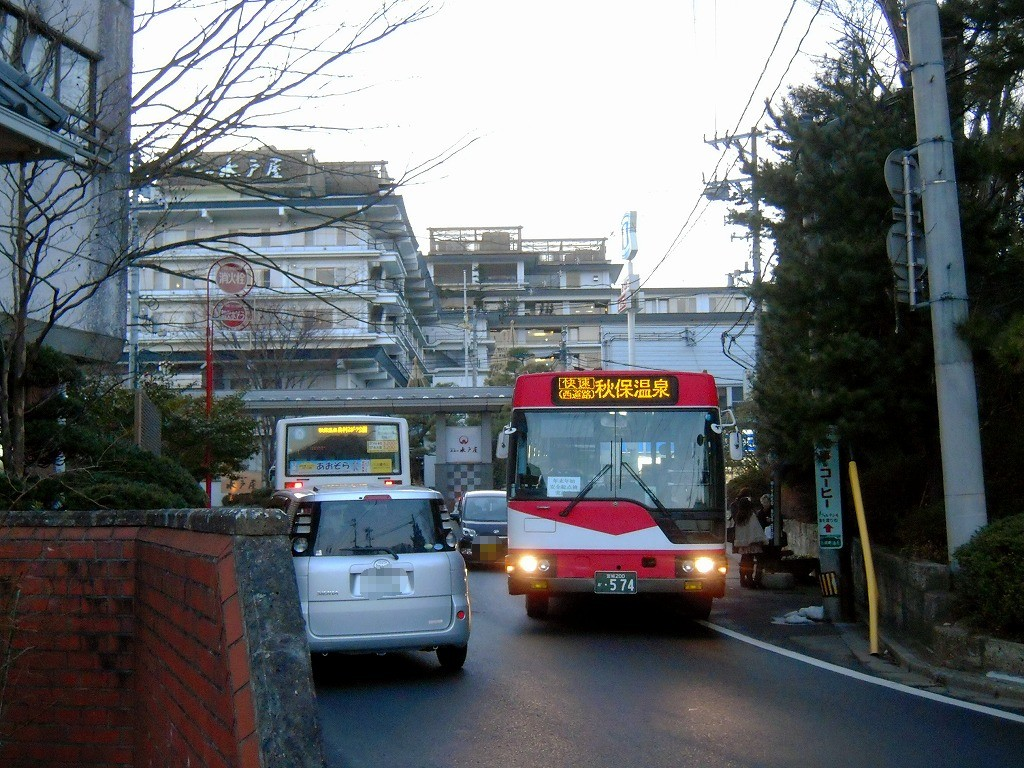
秋保温泉街を走る宮城交通バス

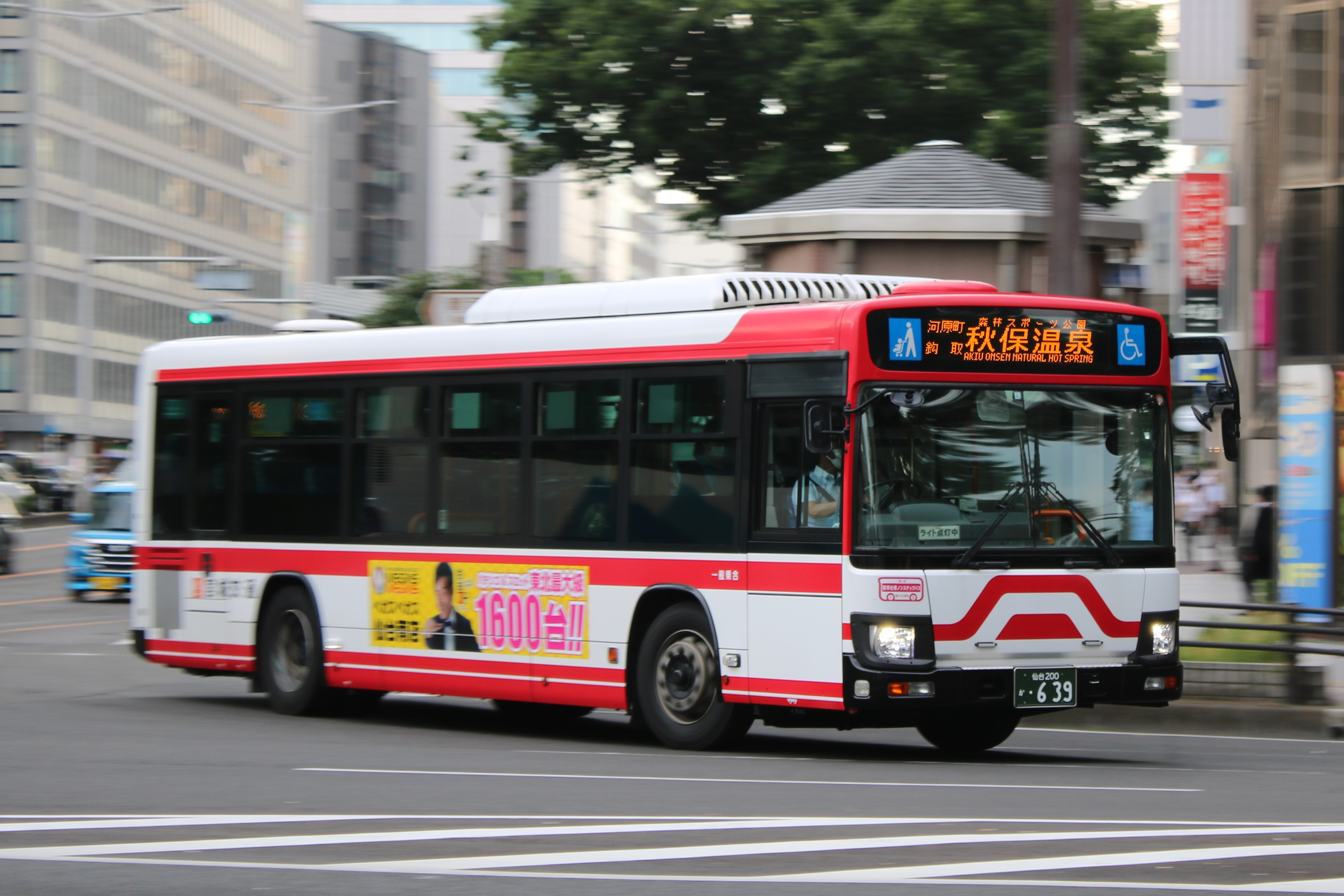
9系統・秋保森林スポーツ公園前行（2022年6月28日）

- 県庁市役所前 - 仙台駅前 - 舟丁 - 長町駅西口 - 長町南駅・太白区役所前 - 西多賀一丁目 - 鈎取 - 人来田発電所前 - 茂庭 - 秋保・里センター - 秋保温泉湯元 - 秋保森林スポーツ公園前（ - 秋保中学校前 - 上の原 - 秋保大滝）
- 長町駅東口 - 長町駅西口 - 長町南駅・太白区役所前 - 西多賀一丁目 - 鈎取 - 人来田発電所前 - 茂庭 - 秋保・里センター - 秋保温泉湯元 - 秋保森林スポーツ公園前（ - 秋保中学校前）

快速 秋保線
- 仙台駅前 - （西道路） - 秋保・里センター - 秋保温泉湯元 - 秋保森林スポーツ公園前 - 秋保中学校前 - 上の原 - 秋保大滝
  - 季節運行（2019年度は12月16日 - 3月15日は運休）

沿革
- 2008年（平成20年）10月16日 - 平日の県庁市役所前 - 秋保大滝間系統を県庁市役所前 - 秋保中学校間に短縮、土日祝のみ運行となり5往復から2往復に減便（3往復は県庁市役所前 - 秋保中学校間として残る）。また村田駐在所のミヤコーバス移管に伴い、川崎系統を仙台営業所へ移管。
- 2009年（平成21年）2月2日 - 特急便を快速便とし、商工会議所前に停車。同時に特急便のみ除外されていた県庁市役所前 - 仙台駅前間における「100円パッ区」が全便適用となる（それまで特急便に限り従前の運賃170円だった）。
- 2009年（平成21年）10月1日 - 秋保系統（長町経由）を仙台南郵便局経由から地下鉄長町南駅・太白区役所前経由に変更（川崎系統は変更なし）。
- 2010年（平成22年）3月23日 - 川崎系統（土曜上り1本、新道西多賀経由を除く）を仙台南郵便局経由から地下鉄長町南駅・太白区役所前経由に変更、同時に全便日曜・祝日運休となる。また、最終便が南ニュータウン経由となる。
- 2010年（平成22年）6月1日 - 川崎系統の日曜・祝日の運行を再開。
- 2011年（平成23年）4月18日 - 川崎系統の仙台南郵便局経由および快速便の県庁市役所前 - 仙台駅前間が廃止となる。
- 2011年（平成23年）10月3日 - 川崎系統全便と秋保系統の一部便を村田駐在に移管。
- 2015年（平成27年）12月6日 - 下り最終便の南ニュータウン経由が人来田発電所経由となる。
- 2016年（平成28年）4月1日 - 拓桃医療センター系統が廃止となる[2]。
- 2019年（令和元年）10月1日 - 快速便が秋保大滝まで延長、冬季運休の季節便となる[3]。
- 2020年（令和2年）7月1日 - 平日の秋保中学校前までの便が2往復から1往復に減便。

### 山田自由ヶ丘線
仙台南営業所と共管。

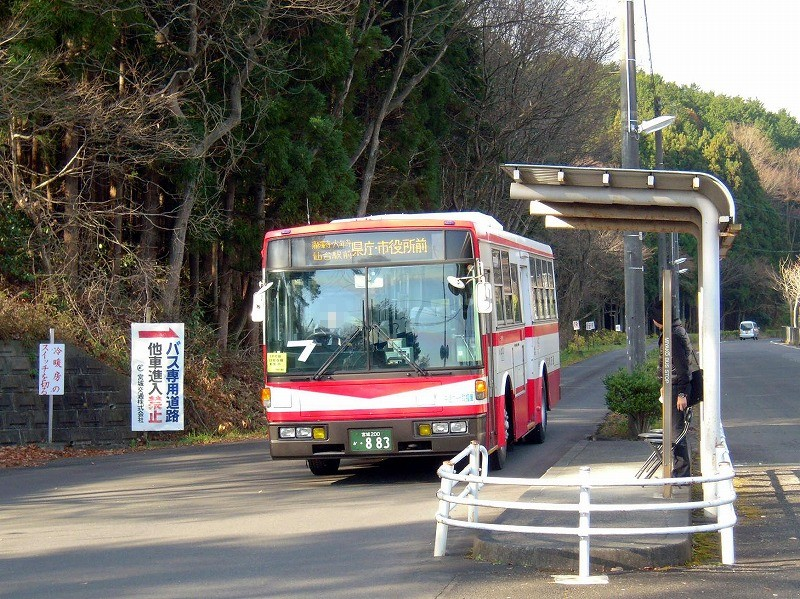
山田自由ヶ丘車庫前付近のバス専用道路（左側の道路）

- 県庁市役所前 - 仙台駅前 - 大年寺前/鹿野橋 - 西多賀一丁目 - 鈎取 - 太白二丁目 - 山田自由ヶ丘車庫前
- 県庁市役所前 → （東二番丁直進） → 大年寺前 → 西多賀一丁目 → 鈎取 → 太白二丁目 → 山田自由ヶ丘車庫前（平日下り1本のみ）
- （市立病院 - ）長町駅東口 - 長町南駅・太白区役所前 - 西多賀一丁目 - 鈎取 - 太白二丁目 - 山田自由ヶ丘車庫前
- 県庁市役所前 → 仙台駅前 → 大年寺前 → 長町南駅・太白区役所前 → 西多賀一丁目 → 鈎取 → 太白二丁目 → 南ニュータウン東（平日夜間帯運行便）
  - 1987年（昭和62年）7月15日 - 朝の下り1本だけ存在していた羽黒台経由便が廃止される。
  - 2010年（平成22年）3月23日 - 県庁市役所前発の深夜運行便1本が地下鉄長町南駅経由となる。
  - 2012年（平成24年）10月1日 - 平日夜間帯運行便を山田自由ヶ丘経由南ニュータウン行に変更（南ニュータウン線と統合）。同時に昼間便を含めた南ニュータウン東行が人来田小学校前に停車するようになる。
  - 2014年（平成26年）11月1日 - 仙台市立病院の移転に伴い、JR長町駅東口発着の一部便を市立病院まで延伸[4]。
  - 2015年（平成27年）12月6日 - 昼間の長町駅東口発山田自由ケ丘経由南ニュータウン東行が廃止される。
  - 2019年（令和元年）10月1日 - 下り最終便のフリー乗降区間を廃止[3]。
  - 2021年（令和3年）11月1日 - 川内亀岡～県庁市役所前系統が廃止[5]

### 日本平線
仙台南営業所と共管。
- 県庁市役所前 - 仙台駅前 - 鹿野橋 - 西多賀一丁目 - 鈎取 - 羽黒台 - 宮城大学太白キャンパス前 - 日本平
- （市立病院 - ）長町駅東口 - 長町南駅・太白区役所前 - 西多賀一丁目 - 鈎取 - 羽黒台 - 宮城大学太白キャンパス前 - 日本平
  - 1966年（昭和41年）5月7日 - 日本平入口を始発に運行開始[6]。
  - 1999年（平成11年）10月4日 - 朝の上り、大年寺前→（東二番丁直進）便を除く大年寺経由が鹿野橋経由に振り替えられる。
  - 2009年（平成21年）10月1日 - 余方、新道西多賀経由東二番丁直進の快速便が各停に変更になる。
  - 2010年（平成22年）3月23日 - 余方、新道西多賀経由東二番丁直進の1本が鹿野橋経由に振り替えられる。
  - 2012年（平成24年）10月1日 - 朝の上り、大年寺前→（東二番丁直進）便が一本前の鹿野橋経由と統合され消滅する。
  - 2014年（平成26年）11月1日 - 仙台市立病院の移転に伴い、JR長町駅東口発着の一部便を市立病院まで延伸[4]。
  - 2015年（平成27年）12月6日 - 広瀬通一番町経由川内系統を廃止。ひより台大橋・日赤病院前経由の八木山動物公園駅系統を設定。
  - 2021年（令和3年）4月1日 - 八木山動物公園駅系統を廃止。

### 南ニュータウン線
仙台南営業所と共管。
- 県庁市役所前 - 仙台駅前 - 大年寺前 - 長町南駅・太白区役所前 - 西多賀一丁目 - 鈎取 - 羽黒台 - 宮城大学太白キャンパス前 - 南ニュータウン東
- （市立病院 - ）長町駅東口 - 長町南駅・太白区役所前 - 西多賀一丁目 - 鈎取 - 羽黒台 - 宮城大学]太白キャンパス前 - 南ニュータウン東
  - 2010年（平成22年）3月23日 - 県庁市役所前発の深夜運行便1本が地下鉄長町南駅経由となる。
  - 2012年（平成24年）10月1日 - 平日深夜帯運行便を太白団地・山田自由ヶ丘経由に変更（山田自由ヶ丘線に統合）。
  - 2014年（平成26年）11月1日 - 仙台市立病院の移転に伴い、JR長町駅東口発着の一部便を市立病院まで延伸[4]。
  - 2016年（平成28年）4月1日 - 人来田小学校前バス停の位置を太白八木山線・山田自由ヶ丘線平日夜間帯運行便と統合。
  - 2018年（平成30年）10月1日 - 県庁市役所前発着便が、鹿野二丁目経由から長町南駅経由に変更[7]。
  - 2021年（令和3年）4月1日 ‐ 宮城大学食産業学部前バス停が、宮城大学太白キャンパス前に停留所名変更。

### 八木山南団地線
仙台南営業所と共管。
- 県庁市役所前 - 仙台駅前 - 鹿野橋 - 西多賀一丁目 - 鈎取ニュータウン - 仙台西高校前 - 第二羽黒台 -  八木山南団地
- （市立病院 - ）長町駅東口 - 長町南駅・太白区役所前 - 西多賀一丁目 - 鈎取ニュータウン - 仙台西高校前 - 第二羽黒台 - 八木山南団地 - 八木山南五丁目 - 日赤病院前 - 八木山動物公園駅
  - 19xx年 - 運行開始。
  - 198x年頃 - 終点を第二羽黒台から八木山南団地まで延長。
  - 2004年（平成16年） - 路線を大幅に再編。ラッシュ時の本数減便の代わりに毎時2本（市役所・長町系統合わせて）を確保したパターンダイヤを設定。日赤病院線の大部分を編入（長町駅に乗り入れない系統のみ存続）。
  - 2008年（平成20年）4月1日 - 長町系統をJR長町駅東口発着に変更。
  - 2010年（平成22年） - 夕方以降の上り便を鹿野橋・大年寺前経由に変更。
  - 2013年（平成25年）1月21日 - 鹿野橋・大年寺前経由便を廃止、門前町経由に統合。
  - 2014年（平成26年）11月1日 - 仙台市立病院の移転に伴い、JR長町駅東口発着の一部便を市立病院まで延伸[4]。
  - 2015年（平成27年）12月6日 - 仙台市営地下鉄東西線開業に伴い、市立病院・長町駅発着系統を再編。八木山動物公園駅が終着となる。
  - 2022年(令和4年)3月8日‐八木山南団地入口バス停が120メートル南西側に移設(仙台市営バスも同様、但し動物公園駅方面のみ)

### 茂庭台線
仙台南営業所と共管。
- （市立病院 - ）長町駅東口 - 長町南駅・太白区役所前 - 西多賀一丁目 - 鈎取 - 宮城大学食産業学部前 - 南ニュータウン - 生出市民センター前 - 茂庭台四丁目
  - 2010年（平成22年）3月23日 - 平日の下り始発便が宮城大学食産業学部前、南ニュータウン経由となる。
  - 2012年（平成24年）10月1日 - 大年寺経由県庁市役所前の系統を廃止（末期は土曜朝1本のみ運行）。
  - 2014年（平成26年）11月1日 - 仙台市立病院の移転に伴い、JR長町駅東口発着の一部便（平日）を市立病院まで延伸[4]。
  - 2021年（令和3年）11月1日 - 全便南ニュータウン経由に変更[5]

### 尚絅学院大線
詳細は共管先の仙台南営業所を参照。

### ライフタウン名取線
詳細は共管先の仙台南営業所を参照。

### 飯田団地線
仙台南営業所と共管。

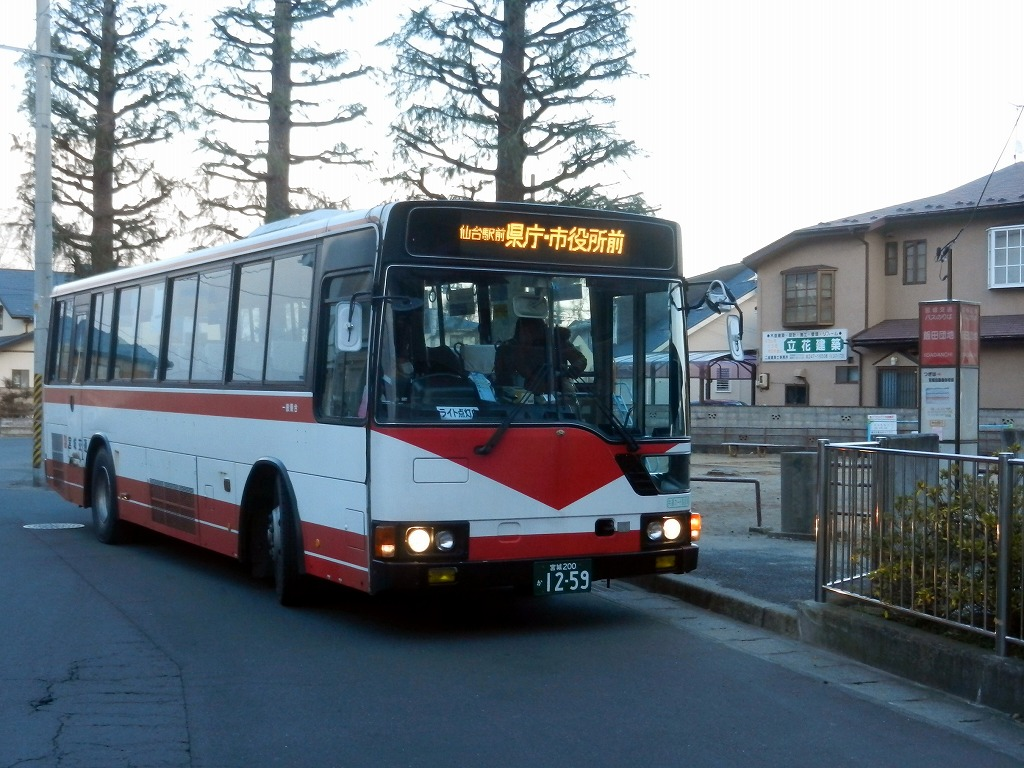
飯田団地バス停

- 県庁市役所前 - 仙台駅前 - 舟丁 - 長町一丁目東 - 八本松一丁目 - 飯田団地
- 飯田団地 → 八本松一丁目 → 長町一丁目東 → 根岸町 → （東二番丁直進） →  県庁市役所前（平日上り1本のみ）
  - 2015年（平成27年）12月6日 - 広瀬通一番町経由川内系統を廃止。
  - 2021年（令和3年）11月1日 - 川内亀岡～県庁市役所前系統が廃止[5]

### 八木山動物公園線
仙台南営業所と共管。

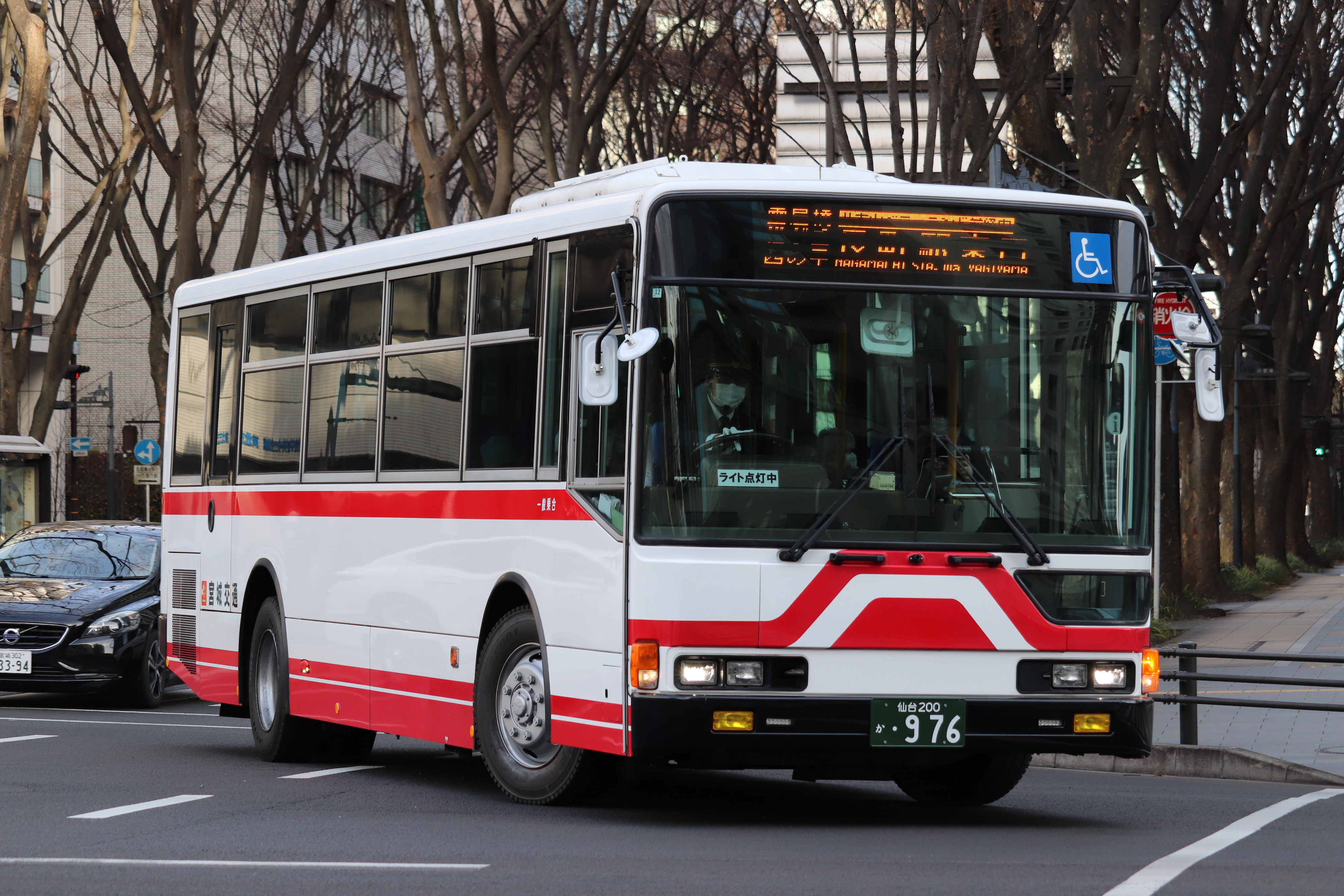
28系統・長町駅東口行（2023年12月23日）

- 仙台駅前 - 霊屋橋瑞鳳殿入口 - 八木山ベニーランド前 - 松が丘西 - 西の平二丁目 - 西多賀一丁目 - 長町南駅・太白区役所前 - 長町駅東口
- 県庁市役所前 - 仙台駅前 - 霊屋橋瑞鳳殿入口 - 八木山ベニーランド前 - 八木山動物公園駅 - 西の平二丁目 - 西多賀一丁目 - 長町南駅・太白区役所前 - 長町駅東口（ - 市立病院）
  - 2015年12月6日までは、仙台市営バス西の平線（707系統）との共同運行（運行調整）路線であった。ただし、共通定期券の取扱いは行っておらず、本路線の区間で使用可能な仙台市営バスの定期券を宮城交通担当便で使用することはできなかった（その逆も不可）。2015年12月6日改正で仙台市営バス707系統は廃止。
  - 長町駅東口と下りの県庁市役所前は、宮城交通担当のみ停車し、交通局大学病院前 - 木町通一丁目/定禅寺通市役所前、長町駅たいはっくる前 - 長町四丁目・市営バス長町営業所前は市営バス担当便のみ停車していた。
  - 2009年（平成21年）10月1日 - 「地下鉄広瀬通駅」停留所新設（クローズドドアは取りやめへ）。
  - 2014年（平成26年）11月1日 - 仙台市立病院の移転に伴い、一部便（八木山市民センター経由）を市立病院まで延伸[4]。
  - 2015年（平成27年）12月6日 - 八木山市民センター前バス停を廃止、八木山動物公園駅に乗り入れ。八木山動物公園前を八木山ベニーランド前と改称。

### 西の平線
※朝方の鹿野橋・市役所方向のみ運転。
- 八木山動物公園駅 → 八木山本町二丁目北 → 西の平二丁目 → 西多賀一丁目 → 鹿野橋 → 仙台駅前 → 県庁市役所前
  - 2015年（平成27年）12月6日 - 八木山動物公園駅始発に変更。

### 郡山富田線
※土休日運休。
- 長町郡山 - （太子堂駅 - ）長町駅西口 - 鹿野二丁目 - 西多賀一丁目 - 富田 - 富沢駅前
  - 2010年（平成22年）3月23日 - 県庁市役所前 - 鹿野橋 - 富田間の系統を廃止。
  - 2013年（平成25年）7月1日 - 当路線の運行を仙台南営業所より移管。
  - 2018年（平成30年）10月1日 - 富田 - 富沢駅間路線延伸[7]。

### 東北工大線
- 宮交自動車学校前 - 東北工大長町キャンパス入口 - 長町南駅・太白区役所前 - 長町駅東口（ - 飯田団地 / 長町郡山）
- 八木山動物公園駅 - 桜木町 - 弥生青山 - 宮交自動車学校前 - 東北工大長町キャンパス入口 - 長町南駅・太白区役所前 - 長町駅東口
  - 2013年（平成25年）7月1日 - 当路線の運行を仙台南営業所より移管。
  - 2016年（平成28年）4月1日 - 東北工大長町キャンパス構内への乗り入れを終了[2]。
  - 2020年（令和2年）4月1日 - 実証運行として、東北工大線を（青山地区経由で）八木山動物公園駅へ延伸[8]。

### 太白八木山線
- 仙台駅前 - 霊屋橋瑞鳳殿入口 - 八木山ベニーランド前 - 八木山動物公園駅 - 日赤病院前 - 八木山南団地 - （ひより台大橋） - 太白二丁目 - 山田自由ヶ丘車庫前
- 仙台駅前 - 霊屋橋瑞鳳殿入口 - 八木山ベニーランド前 - 八木山動物公園駅 - 日赤病院前 - 八木山南団地 - （ひより台大橋） - 太白二丁目 - 山田自由ヶ丘 - 南ニュータウン東
  - 2015年（平成27年）12月6日 - 仙台市営地下鉄東西線の開業とひより台大橋の供用開始に伴い、運行開始。
  - 2016年（平成28年）10月11日 - 県庁市役所 - 仙台駅前間を廃止し、全便仙台駅前発着に変更。

### 長町ループバス「ながまちくん」

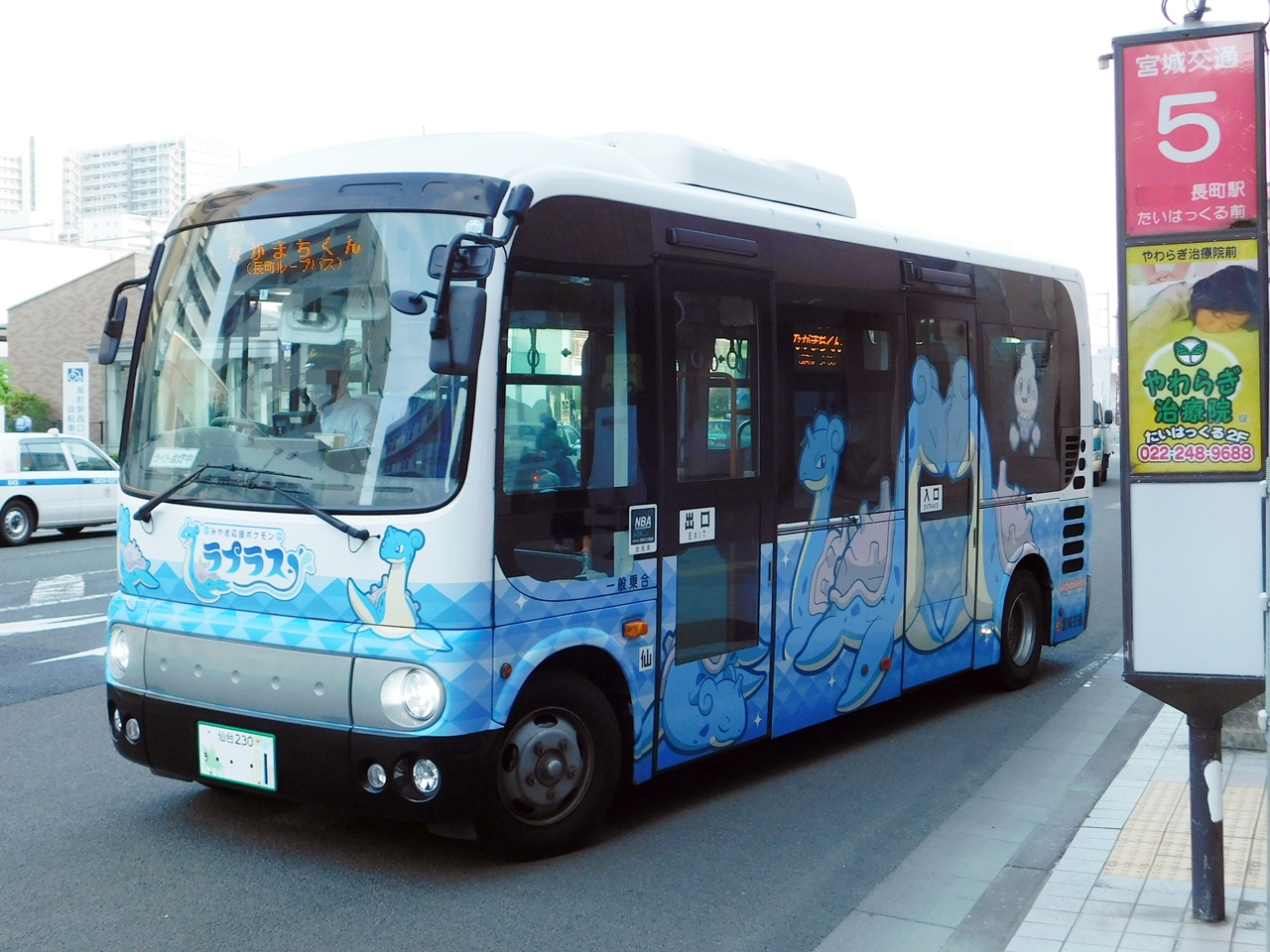
長町ループバス「ながまちくん」に使用される「ラプラスとこおりタイプのポケモンたち」ラッピングバス

富沢市民センター前 → 富沢駅前 → 富沢中学校前 → 西多賀交番前 → 富沢二丁目 → 泉崎二丁目 → 泉崎一丁目西 → 泉崎一丁目東 → 地底の森ミュージアム前 → 長町南四丁目（旧長町南車庫前） → 長町南駅・太白区役所前（モール前） → 南社会保険事務所前 → 長町駅西口 → 長町駅・たいはっくる前 → 長町四丁目 → 長町七丁目北 → 長町七丁目 → 長町南駅・太白区役所前 → 長町南三丁目北 → 長町南三丁目中央 → 南公園前 → 広南病院前 → 仙台市体育館前 → 泉崎一丁目 → 富沢二丁目 → 西多賀交番前 → 富沢中学校前 → 富沢四丁目 → 館 → 富沢市民センター前
富沢市民センター前から再び最初に戻って循環運転される。
最終便は富沢市民センター前 → 富沢駅前 → 富沢一丁目 → 泉崎二丁目（以下同じ）の経路で運行される。
沿革
- 2000年（平成12年）11月3日 - 運行開始[9]。
- 2001年（平成13年）1月24日 - 路線延長。
- 2005年（平成17年）7月 - 運賃を100円から150円に値上げ。
- 2006年（平成18年）8月15日 - 停留所新設（館）。
- 2008年（平成20年）10月16日 - 利用客減少のため、休日は全便運休となる。
- 2009年（平成21年）10月1日 - 富沢市民センター起終点に変更。最終便を1時間繰り上げ、運行回数を減便。
- 2014年（平成26年）3月25日 - 富沢駅前の停留所を、西1番出口のタクシープールから、北1番出口側のロータリーに移設。
- 2023年（令和5年）4月6日 - 仙台都心循環バス「まちのり『チョコット』withラプラス」への電気バス投入に伴い、同路線で運行していた「ラプラスとこおりタイプのポケモンたち」のラッピングバスの当路線での運行を開始[10]。

概要
導入当初は100円バスで、ワンコインで乗れることからキャラクターである犬をかけて「わんコインバス」としても案内していた が、100円では採算性が低いため2005年より150円に値上げした。同時に運行経路も住民の要望に応えて変更し、これまで通過していた富沢中学校や仙台市地下鉄南北線・富沢駅も経由するルートになった。
運行開始当初は地下鉄長町南駅近く（地底の森ミュージアム前）の長町南車庫が担当していたが、仙台南営業所の開所に伴い同車庫が廃止されたため、現在は仙台営業所が担当している。
運転手は当初女性運転手を含む正社員（他路線と共通）であったが、現在はながまちくん専属の嘱託運転手となっている。
運行間隔
- 8時30分から長町南駅発18時32分まで、1時間あたり1 - 2本。

その他
- バス→地下鉄、地下鉄→バスの乗継割引制度は適用外となる。また、通勤・通学定期券は利用する事ができない。
- icsca、敬老乗車証・ふれあい乗車証が利用可能（ただし、icscaの地下鉄との乗り継ぎポイント付与の適用外）。
- 運行開始時は専用車（専用塗装の中型車）2台＋専用予備車1台の3台体制で運行されていたが、減便および日曜祝日運休に伴い、現在は専用車1台での運行となっている（余剰車は塗装変更の上ミヤコーバスへ移籍）。
- 停留所は宮城交通の停留所とは別に設けられたながまちくん専用の停留所が使用されている。

## 過去の運行路線

### 「青山くん」
JR長町駅東口 - 地下鉄長町南駅・太白区役所前 - 東北工大長町キャンパス構内 - 宮交自動車学校前 - 弥生青山 - 桜木町 - 東北工大八木山キャンパス
- 仙台市の委託を受けての実証実験運行（運行期間は2010年10月1日～同年10月29日までの平日）であった。
- JR長町駅東口 - 宮交自動車学校前間は東北工大線と同一経路であった。
- 2020年4月1日より先述の東北工大線が青山地区を経由して八木山動物公園駅へ延伸されている（東北工大八木山キャンパスは経由しない）。

### 八木山南団地線
- 八木山南団地→鈎取ニュータウン→西多賀四丁目→砂押町→鹿野橋→県武道館前→越路→中央郵便局前→仙台駅前→県庁市役所→木町通一丁目→大学病院→澱橋→川内亀岡

2015年12月、地下鉄東西線の開業に伴い廃止。

### 日赤病院線
- 山田自由ヶ丘車庫前 → 太白二丁目 → 鈎取 → 鈎取四丁目 → 仙台西高校前 → 第二羽黒台 → 日赤病院前
- 南ニュータウン東 → 宮城大学食産業学部前 → 羽黒台 → 鈎取 → 鈎取四丁目 → 仙台西高校前 → 第二羽黒台 → 日赤病院前
  - 八木山南団地線の支線として位置づけられていた。2015年12月5日の運行をもって廃止。

### 山田自由ケ丘線
- 長町駅東口 - 長町南駅・太白区役所前 - 西多賀一丁目 - 鈎取 - 太白二丁目 - 南ニュータウン東
  - 昼間の長町駅東口発太白団地経由南ニュータウン東行きが2015年12月4日の運行を以て廃止。

### 日本平線
- 日本平 → 南ニュータウン北 → 南ニュータウン入口 → (市立病院(当時)まで無停車) → （東二番丁直進） → 県庁市役所前
- 日本平 → 宮城大学食産業学部前 → 羽黒台 → 鈎取 → 西多賀一丁目 → 大年寺前 → （東二番丁直進） → 県庁市役所前
- 川内亀岡 - 広瀬通一番町 - 仙台駅前 - 鹿野橋 - 西多賀一丁目 - 鈎取 - 羽黒台 - 宮城大学食産業学部前 - 日本平
  - 川内亀岡発着の広瀬通経由が2015年12月5日の運行をもって廃止。
- 八木山動物公園駅 - 日赤病院前 - 八木山南団地 - （ひより台大橋） - 上野山小学校前 - 羽黒台 - 宮城大学太白キャンパス前 - 日本平

### 南ニュータウン線
- 南ニュータウン東 → 宮城大学食産業学部前 → 羽黒台 → 鈎取 → 西多賀一丁目 → 大年寺前 → （東二番丁直進） → 県庁市役所前
- 南ニュータウン東 - 余方 - 新道西多賀 - 長町ターミナル - 舟丁 - 仙台駅前 - 県庁市役所前
- 南ニュータウン東 - 余方 - 新道西多賀 - 大年寺 - 仙台駅前 - 県庁市役所前
- 県庁市役所前 → 仙台駅前 → 鹿野橋 → 西多賀一丁目 → 鈎取 → 羽黒台 → 宮城大学食産業学部前 → 日本平入口 → 日本平東 → 人来田小学校前 → 南ニュータウン東

### 飯田団地線
- 川内亀岡 → 広瀬通一番町 → 仙台駅前 → 舟丁 → 長町一丁目東 → 八本松一丁目 → 飯田団地
  - 川内亀岡発着の広瀬通経由が2015年12月5日の運行をもって廃止。

### 秋保線
- 県庁市役所前 - 仙台駅前 - 舟丁 - 長町駅西口 - 長町南駅・太白区役所前 - 西多賀一丁目 - 鈎取 - 人来田発電所前 - 茂庭 - 秋保文化の里センター - 秋保温泉湯元 - 拓桃医療センター (- 天守閣自然公園)
  - 2016年3月31日をもって廃止
- 南ニュータウン経由（下り最終便のみ）：県庁市役所前 → 仙台駅前 → 舟丁 → 長町駅西口 → 長町南駅・太白区役所前 → 西多賀一丁目 → 鈎取 → 南ニュータウン → 茂庭 → 秋保文化の里センター → 秋保温泉湯元 → 秋保森林スポーツ公園前
  - 2010年3月23日 - 2015年12月5日間下り最終便のみ運行。